# Кикоть, Андрей Владимирович
Андрей Владимирович Ки́коть (род. 1976) — российский государственный деятель, юрист. Первый заместитель министра внутренних дел Российской Федерации — начальник Службы по вопросам гражданства и регистрации иностранных граждан министерства внутренних дел Российской Федерации с 2 апреля 2025 года. Государственный советник юстиции 1-го класса, генерал-полковник полиции (2025), кандидат юридических наук. Почётный работник прокуратуры Российской Федерации. 
Заместитель Генерального прокурора Российской Федерации (2017—2025), курировал деятельность Управления Генеральной прокуратуры РФ в ЮФО.

## Биография
Родился в 1976 году в Ленинграде, в семье Владимира Кикотя. В 1998 году окончил «Санкт-Петербургскую академию МВД России» по специальности «юриспруденция». В 1998 году с Андреем Кикотем произошел редкий случай перехода из органов внутренних дел в прокуратуру, в которой он начинал с должности следователя, в его производстве находились уголовные дела об умышленных убийствах, а также других тяжких преступлениях против личности, некоторые должностные преступления. В начале 2000-х служит надзорщиком за ОМВД, позже заместителем Санкт-Петербургского прокурора по надзору за исполнением законов на особо режимных объектах, надзирает за УВД.
В 2004 становится прокурором Красногвардейского района Санкт-Петербурга, затем прокурором Выборгского района Санкт-Петербурга. По информации газеты «Коммерсант», с этого времени Кикоть неизменно оказывался самым молодым руководителем на должностях различных уровней, кроме того, в 2005—2006 годах постоянно признавался лучшим прокурором района в Санкт-Петербурге. В результате был назначен заместителем прокурора Санкт-Петербурга, на своем посту курировал вопросы борьбы с преступностью, осуществления ОРД, международно-правового сотрудничества, миграционного законодательства, возглавлял межведомственную рабочую группу по борьбе с коррупцией.
В декабре 2011 года в возрасте 35 лет стал прокурором Новгородской области, вскоре ему было присвоено звание Государственного советника юстиции 3-го класса. Ведомство Кикотя боролось и с «беловоротничковой» преступностью, так, с 2012 года под контролем новгородской прокуратуры велась оперативная разработка организованной преступной группы (ОПГ) под руководством первого замгубернатора региона Арнольда Шалмуева, он и другие фигуранты дела о хищении бюджетных средств, выделенных на содержание дорог в Новгородской области, были осуждены и приговорены к длительным срокам лишения свободы.
С 22 марта 2017 года — заместитель Генерального прокурора Российской Федерации. Возглавив Управление Генеральной прокуратуры вверенного ему федерального округа, Кикоть начал с ротации кадров в ЮФО, к примеру, сменил прокурора Калмыкии Алексея Самсонова.
2 апреля 2025 года назначен первым заместителем Министра внутренних дел Российской Федерации — начальником Службы по вопросам гражданства и регистрации иностранных граждан министерства внутренних дел Российской Федерации. 15 мая указом президента России ему было присвоено специальное звание генерал-полковника полиции.

## Критика
«Новая газета» отметила, что текст диссертации Кикотя А. В. во многом совпадает с текстами докторских диссертаций его научного руководителя Аврутина Ю. Е. и, соответственно, члена ЦИК Шапиева С. М., который также списал у Аврутина. Правозащитники Андрей Илларионов и Лев Пономарёв выявляли нарушения в деятельности заместителя Прокурора города Санкт-Петербурга Кикотя и даже вносили Андрея Владимировича в «список 126 коррупционеров».